# Shanyang, Shangluo
Shanyang är ett härad som lyder under Shangluos stad på prefekturnivå i Shaanxi-provinsen i nordvästra Kina. Det ligger omkring 130 kilometer sydost om provinshuvudstaden Xi'an.